# L'Outrage
Pour les articles homonymes, voir Outrage.
Pour le film thaïlandais de 2011, voir The Outrage.
Pour plus de détails, voir Fiche technique et Distribution.
L'Outrage (The Outrage) est un film américain de Martin Ritt, sorti en 1964. Il s'agit d'un remake du film Rashōmon de Akira Kurosawa, réalisé quatorze ans plus tôt.

## Synopsis
Un hors-la-loi, Juan Carrasco, est accusé de meurtre et de viol. Lors du procès, trois versions différentes des faits sont données.

## Fiche technique
- Titre : L'Outrage
- Titre original : The Outrage
- Réalisation : Martin Ritt
- Scénario : Michael Kanin d'après sa pièce de théâtre coécrite avec Fay Kanin et le film Rashōmon scénarisé par Shinobu Hashimoto et Akira Kurosawa (d'après deux nouvelles de Ryūnosuke Akutagawa)
- Production : A. Ronald Lubin et Martin Ritt
- Société de production : February, Harvest, KHF Productions, Kayos Productions, Martin Ritt Productions et MGM
- Musique : Alex North
- Photographie : James Wong Howe
- costumes : Don Feld
- Montage : Frank Santillo (en)
- Pays d'origine : États-Unis
- Format : Noir et blanc - 2,35:1 - Mono
- Genre : Drame, western
- Durée : 96 minutes
- Date de sortie : 1964

## Distribution
- Paul Newman (VF : Georges Aminel) : Juan Carrasco
- Laurence Harvey (VF : Dominique Paturel) : le colonel Wakefield
- Claire Bloom (VF : Nelly Benedetti) : Nina Wakefield
- Edward G. Robinson (VF : Serge Nadaud) : l'arnaqueur
- William Shatner (VF : Jacques Toja) : le pasteur
- Howard Da Silva (VF : Jean Violette) : le prospecteur
- Albert Salmi (VF : Pierre Garin) : le shériff
- Thomas Chalmers (VF : Lucien Bryonne) : le juge
- Paul Fix (VF : Paul Villé) : l'indien

## Commentaire
- Une novellisation du scénario de ce film, écrite par Marvin H. Albert (1924-1996), est parue en France sous le titre La Glace à quatre faces, traduction par J. Fillion, Éditions Gallimard, coll. « Série noire » no 1060, 1966 (BNF 32900111)